# 가스통 토른

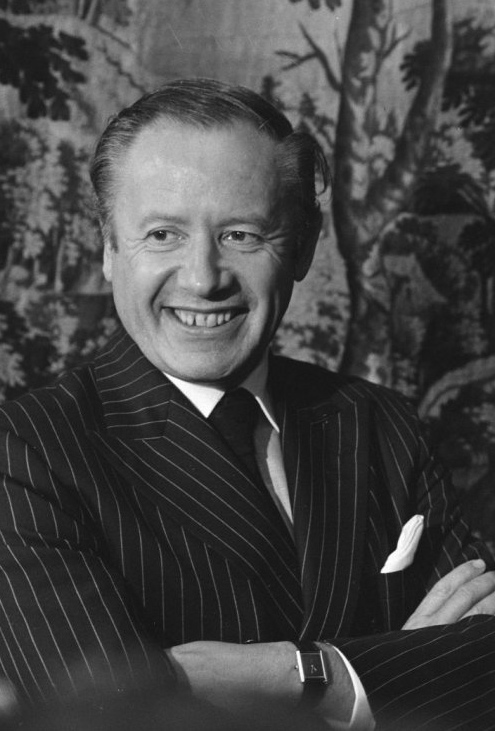
가스통 토른

가스통 에그몽 토른(프랑스어: Gaston Egmond Thorn, 1928년 9월 3일 룩셈부르크 시 ~ 2007년 8월 26일 룩셈부르크 시)은 룩셈부르크의 정치인이다.

## 생애
학창 시절에 일어난 제2차 세계 대전 시기에 있었던 나치 독일의 룩셈부르크 점령에 대한 레지스탕스 운동을 전개했고 몇 달 동안 투옥되기도 했다. 프랑스 몽펠리에, 스위스 로잔, 프랑스 파리에서 법학을 전공했으며 룩셈부르크로 귀환한 이후에는 변호사로 근무했다. 1959년 민주당에 입당하면서 정계에 입문했고 1961년에는 민주당 당수로 선출되었다.
1959년부터 1969년까지 유럽 의회 의원을 역임했으며 1969년부터 1980년까지 룩셈부르크 외교·해외 통상부 장관, 1977년부터 1980년까지 룩셈부르크 경제부 장관을 역임했다. 1974년 6월 15일부터 1979년 7월 16일까지 룩셈부르크의 총리를 역임했고 1975년부터 1976년까지 유엔 총회 의장을 역임했다. 1981년 1월 20일부터 1985년 1월 6일까지 유럽 연합 집행위원회의 위원장을 역임했다.
1985년에 유럽 연합 집행위원회의 위원장에서 사임한 뒤부터 기업인으로 근무했으며 룩셈부르크 최대의 미디어 그룹인 CLT의 사장을 역임했다. 1985년부터 1999년까지는 룩셈부르크 국제 은행의 회장을 역임했다.

## 같이 보기
- 룩셈부르크의 총리 목록